# Nordagutu
Nordagutu ist eine Ortschaft in der norwegischen Kommune Midt-Telemark in der Provinz (Fylke) Telemark. Der Ort hat 309 Einwohner (Stand: 1. Januar 2024).

## Geografie
Nordagutu ist ein sogenannter Tettsted, also eine Ansiedlung, die für statistische Zwecke als eine Ortschaft gewertet wird. Westlich von Nordagutu fließt der Flus Saua an der Ortschaft vorbei. Die Saua fließt etwas nördlich von Nordagutu vom Bråfjorden ab und mündet etwas weiter südöstlich des Orts in den See Norsjø. Nördlich von Nordagutu befindet sich die Stadt Notodden, weiter südlich die Stadt Skien.

## Verkehr
Der Bahnhof in Nordagutu ist Teil der Bahnlinie Bratsbergbanen. Die Station ist ein Knotenpunkt zwischen den beiden Bahnlinien Vestfoldbanen und Sørlandsbanen. Der Bahnhof wurde im Jahr 1971 eröffnet und liegt rund 146 Schienenkilometer vom Osloer Hauptbahnhof Oslo S entfernt.
Durch Nordagutu führt der Fylkesvei 3340. Dieser stellt Richtung Norden die Verbindung nach Notodden und Richtung Westen die Anbindung nach Gvarv dar. Nach Skien zweigt etwas südwestlich von Nordagutu der Fylkesvei 3282 in den Süden ab.

## Name
Der altnorwegische Name war Norðangata, was so viel wie „nördlich des Weges“ bedeutet.